# Galovac (Zára megye)
Galovac falu és község Horvátországban Zára megyében.

## Fekvése
Zárától légvonalban 14 km-re, közúton 17 km-re délkeletre, Dalmácia északi részén, Ravni kotaron fekszik. Galovac község magán Galovac falun kívül Jošane telepet foglalja magában.

## Története
Galovac területén már az ókorban laktak emberek. Erről tanúskodnak a „Labuške” nevű helyen még feltáratlan római kori épületmaradványok. A „Crkvina” nevű helyen kora keresztény szakrális épületmaradványokat és kőtöredékeket találtak. A legtöbb ilyen lelet egy 6. századi templomhoz tartozott. Környékén több száz sírt tártak fel, melyek közül néhány a 6. századból, mintegy százötven a 9–12. századból, kétszázötven pedig a 12. és 16. század közötti időből származik. A ma Galovac területéhez tartozó Jošane nevű kis települést már a 11. században említik azok között a földek között, melyeket IV. Krešimir horvát király a biogradi Szent János kolostornak adományozott. A mai Galovac területe a középkorban Zára városához tartozott. Nevét egy nemesi családról a Gallellisről kapta, amelynek itt volt a birtoka, de a 14. és 15. században már gazdag zárai polgárok és nagybirtokosok voltak az urai. A rendelkezés álló adatok szerint Galovac első írásos említése 1518-ban történt. A helyi hagyományok szerint Galovacon egykor bencés kolostor működött, erről épületmaradványok is tanúskodnak. A török a ciprusi háború során 1570 és 1573 között foglalta el a települést és uralma a 17. század végéig tartott. Ez idő alatt területe pusztaság volt és csak a török kiűzése után telepítették be újra. A 18. század közepéig Galovac a szomszédos Sukošannal egy plébániát alkotott. A népesség növekedésével az itteniek szükségét érezték saját templom és plébánia alapításának. 1760-ra felépítették Szent Mihály főangyal tiszteletére szentelt templomukat, melynek első káplánja Josip Vuica volt. Galovac 1797-ig a Velencei Köztársaság része volt, majd miután a francia seregek felszámolták a Velencei Köztársaságot és a campo formiói béke értelmében osztrák csapatok szállták meg. 1806-ban a pozsonyi béke alapján az Első Francia Császárság Illír Tartományának része lett. 1815-ben a bécsi kongresszus újra Ausztriának adta, amely a Dalmát Királyság részeként Zárából igazgatta 1918-ig. A településnek 1857-ben 372, 1910-ben 714 lakosa volt. Az első világháború után előbb a Szerb-Horvát-Szlovén Királyság, majd Jugoszlávia része lett. A második világháború idején a szomszédos településekkel együtt Olaszország fennhatósága alá került. Az 1943. szeptemberi olasz kapituláció után horvát csapatok vonultak be a településre, amely ezzel visszatért Horvátországhoz. A településnek 2011-ben 1234 lakosa volt, akik főként mezőgazdasággal, állattenyésztéssel foglalkoztak, de sokan dolgoztak a közeli Zárában is.

## Lakosság
| Lakosság változása | Lakosság változása | Lakosság változása | Lakosság változása | Lakosság változása | Lakosság változása | Lakosság változása | Lakosság változása | Lakosság változása | Lakosság változása | Lakosság változása | Lakosság változása | Lakosság változása | Lakosság változása | Lakosság változása | Lakosság változása |
| ------------------ | ------------------ | ------------------ | ------------------ | ------------------ | ------------------ | ------------------ | ------------------ | ------------------ | ------------------ | ------------------ | ------------------ | ------------------ | ------------------ | ------------------ | ------------------ |
| 1857               | 1869               | 1880               | 1890               | 1900               | 1910               | 1921               | 1931               | 1948               | 1953               | 1961               | 1971               | 1981               | 1991               | 2001               | 2011               |
| 372                | 430                | 519                | 559                | 610                | 714                | 897                | 850                | 1.067              | 1.189              | 1.364              | 1.449              | 1.351              | 1.426              | 1.190              | 1.234              |

## Nevezetességei
- Szent Mihály főangyal tiszteletére szentelt plébániatemploma 1760-ban épült. A templomnak három márvány oltára van, Szent Mihály, a Kármelhegyi boldogasszony és Szent József tiszteltére szentelve. A főoltáron a templom védőszentjének fából faragott szobra áll. A templom 1878-ban egy tűzvészben súlyos károkat szenvedett. 1882-ben építették újjá, ekkor kapta mai formáját. A délszláv háború során is eltalálta egy aknagránát. A mellette álló harangtoronyban három harang található. A régi plébániaházat 1840-ben újították meg. A templom közelében 2004-ben egy új, nagyobb plébániát építettek.[2]
- A településtől másfél kilométerre északkeletre a Škabrnjára vezető út bal oldalán a „Crkvina” nevű helyen Észak-Dalmácia egyik legjelentősebb régészeti lelőhelye található, mely az ókortól fogva a 18. századig folyamatosan lakott volt.[3] Az épületmaradványok közül a legjelentősebbek a 6. századi Szent Bertalan bazilika romjai, melyet török rombolt le a 16. század elején. Mellette 521, a 6. századtól a 18. századig terjedő időszakból származó sírt tártak fel. Egy kisebb 18. századi templom maradványai is megtalálhatók itt. A közeli „Labuške” nevű helyen még feltáratlan római épületek maradványai láthatók.[3]